# 豐溪里核試驗場
丰溪里核试验场（：／ P'unggyeri haek silhŏmjang */?）是位于朝鲜民主主义人民共和国的唯一一座已被世界所知的核试验场，位于咸镜北道吉州郡豐溪里。朝鲜曾先后于2006年、2009年、2013年、2016年1月、2016年9月和2017年在这里进行了核试验。

## 地理位置
丰溪里试验场位于万塔山以南2公里（1.2英里）、北韓集中營化城强制收容所以西2公里（1.2英里），以及丰溪里西南12公里（7.5英里）处，有三个可见的隧道入口。
离核试验场最近的地方是直洞（직동），位于北纬41°16'00"、东经129°06'00"的小型居民点。离2013年试验地震点24（15英里）有一个地方是承旨白岩。丰溪火车站位于北纬41.130833°、东经129.163611°，離核試場路程約20公里。而载德站距离试验场则有21公里路程外加1小时的步行距离。

## 内部结构
|  |

|  |

## 历史
2013年1月，Google地图中加入了丰溪里核试验场的位置。
2013年4月8日，韩国发现丰溪里有动静，暗示第四次地下核试验正在准备中。
2016年1月6日，朝鲜官方媒体宣布，朝鲜成功完成氢弹爆炸试验。
2016年9月9日朝鲜时间上午9时，多家地震监测机构测到豐溪里核試驗場附近發生芮氏規模5.3左右的地震，震源深度为0千米。中国地震台网监测到的震中为北纬41.4度，东经129.1度。美韩联合参谋本部认定此地震为人工所致。媒体称这可能是朝鲜的第5次核试验，据地震等级估计的爆炸当量与2016年1月6日核试验相近。朝鲜民主主义人民共和国核武器研究所随后发布声明，称当日的核爆试验取得圆满成功。
2017年9月3日朝鲜时间12时整，包括中国地震台网、日本气象厅、美国地质勘探局在内的多家地震监测机构检测到丰溪里核试验场附近发生6级左右的地震，震源深度为0千米，认定此地震为人工所致。
2017年9月10日，丰溪里核试验场的坑道發生崩塌事故，約有200人困在坑道內喪生。韓國氣象廳廳長南在哲證實核試後附近的萬塔山底部出現中空，長度約為60公尺至100公尺，若再核試會導致山體崩塌、游離輻射外洩。
2018年4月20日，朝鲜宣布结束核试验，关闭丰溪里核试验场。5月14日，商业卫星图像显示有关设施的拆除工作已经开展。设施于5月24日的关闭仪式中爆破拆除，中、美、英、韓、俄五國記者獲邀出席核試場關閉儀式。